# Couesnon (rivier)
De Couesnon (Bretons: Kouenon) is een kustrivier in Frankrijk, waarvan de benedenloop vroeger de grens tussen Bretagne en Normandië vormde. Hij ontspringt in Saint-Pierre-des-Landes, bij het meer van Vezins, en mondt uit in Het Kanaal in de baai van de Mont Saint-Michel. De rivier had een grillige en wisselende loop maar werd in de 19e eeuw gekanaliseerd en in 1969 afgedamd. In 2009 werd de dam vervangen door een open dam met beweegbare schuiven.

## Beweegbare dam
De baai van de Mont Saint-Michel verzandt op een natuurlijke wijze. De zee zet sedimenten af en de slikken en schorren worden groter. Zonder ingrijpen zou het eiland in 2040 volledig door land zijn omgeven. Om dit te voorkomen wordt in 2006 begonnen met de aanleg van een beweegbare dam in de monding van de rivier. Het aangevoerde zoete water en het zoute water bij vloed wordt achter de dam verzameld en vloeit bij laag water weg langs beide zijden van de Mont Saint-Michel en neemt zo het sediment mee terug naar zee. De rivier werd ook uitgebaggerd en in 2009 waren de werkzaamheden gereed.
In de dam zitten acht beweegbare schuiven met een totale lengte van 72 meter. De schuiven worden hydraulisch bediend. Bij vloed staan de schuiven open en stroomt zeewater tot zo'n vijf kilometer landinwaarts. De schuiven gaan dicht en worden bij eb pas weer geopend. Het water stroomt richting zee en voert het sediment mee. De waterstroom houdt tussen de twee en vijf uur aan, afhankelijk van de hoeveelheid opgeslagen water. Voor de vissen zijn er twee aparte sluizen gemaakt tegen de oevers aan.